# Umberto Volpati
Umberto Volpati (Cassolnovo, 1º marzo 1943 – Santa Maria Maggiore, 18 giugno 2017) è stato un calciatore italiano, di ruolo difensore.

## Biografia
Era il fratello maggiore di Domenico Volpati, anch'egli calciatore e Campione d'Italia con il Verona. Laureato in ingegneria elettrotecnica, dopo il ritiro lascia il mondo dl calcio lavorando in un'industria ceramica.
Muore il 18 giugno 2017 all'età di 74 anni a causa di un malore occorsogli dopo una partita di golf.

## Caratteristiche tecniche
Elemento di buone doti tecniche, giocava inizialmente come mediano salvo poi essere impiegato soprattutto come terzino a causa degli impegni extracalcistici che ne limitavano la possibilità di allenarsi.

## Carriera
A partire dal 1962 gioca per cinque stagioni con il Novara, vincendo il campionato di Serie C 1964-1965 e disputando le successive due annate in Serie B. Nel 1965 viene ceduto al Napoli, neopromosso in Serie A, ma rinvia il trasferimento per ragioni di studio. L'anno successivo riporta una frattura al piede, che ne limita il rendimento e convince i partenopei a prelevare al suo posto il compagno di reparto Luigi Pogliana.
Dal 1967 al 1969 passa al Pavia, in prestito, per completare i propri studi universitari. Con gli azzurri lombardi disputa una stagione in Serie C ed una in Serie D. Tornato al Novara, vince un altro campionato di Serie C nel 1969-1970 e gioca altre due stagioni di Serie B prima di chiudere la carriera da professionista nel 1972, per dare la precedenza agli impegni professionali dopo aver conseguito la laurea. Gioca ancora una stagione in Serie D con la Juventus Domo, prima di concludere definitivamente l'attività agonistica.
Conta complessivamente 79 presenze in quattro campionati di Serie B disputati con la maglia del Novara.

## Palmarès

### Club

#### Competizioni nazionali
- Serie C: 2

Novara: 1964-1965, 1969-1970